# آن غونزاغا
آن غونزاغا (بالفرنسية: Anne de Gonzague de Clèves)‏ هي صاحبة صالون أدبي فرنسية، ولدت في 1616 في باريس في فرنسا، وتوفيت بنفس المكان في 6 يوليو 1684.